# Everaldo Begines
Everaldo Begines Villareal (nazwisko czasami zapisywane Bejines; ur. 12 lipca 1971 w Nuevo Laredo) – meksykański piłkarz występujący na pozycji napastnika.

## Kariera klubowa
Begines jest wychowankiem Chivas Guadalajara. W meksykańskiej Primera División zadebiutował 16 sierpnia 1992 w przegranym 0:1 spotkaniu z Tecos. Wyszedł wtedy na boisko w wyjściowej jedenastce i w 59 minucie został zmieniony przez Manuela Martíneza. Pierwsze trafienie w karierze zanotował natomiast 3 października 1993 w zremisowanym 1:1 meczu z Leones Negros. Największe sukcesy Begines odnosił w Club León, kiedy to wywalczył tytuł wicemistrza Meksyku (Invierno 1997) oraz trofeum króla strzelców ligi z 14 golami na koncie (Verano 2000). Karierę zakończył w 2008 roku, po kilku latach tułaczki po drugoligowych klubach.